# School of Night
The School of Night (dt. Die Schule der Nacht) wird als ein teilweise „ironischer“ Begriff für eine lockere Vereinigung von Männern in der zweiten Hälfte des 16. Jahrhunderts um Sir Walter Raleigh gesehen, die wissenschaftliche und philosophische Fragen diskutierten. Sie wurden von einigen Zeitgenossen des Atheismus (John Parsons 1592: „Schule des Atheismus“) und Freidenkertums verdächtigt. Die Bezeichnung School of Night stammt erst aus dem 20. Jahrhundert.

## Der Begriff „Schule der Nacht“

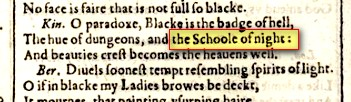
Ausschnitt aus Originaltext IV,3 Liebes Leid und Lust, First Folio

Der Begriff „The School of Night“ als Bezeichnung für diese Gruppe wurde von Arthur Acheson 1903 in einem Buch geprägt. Er bezog sich auf eine Passage in William Shakespeares Stück Liebes Leid und Lust, IV,3, in der der König von Navarra sagt:
O paradoxe, Blacke is the badge of hell ,
The hue of dungeons and the Schoole of night
And beauties crests becomes the heavens well
Der Kontext dieser Zeilen ergibt zwar keinerlei Hinweise für eine Vereinigung oder Zusammenkunft von Personen. In der Shakespeareszene scheint der König sich nur auf die dunklen Haare der Geliebten seines Freundes Biron zu beziehen. Dennoch haben verschiedene Wissenschaftler diese Zeile als eine Anspielung auf Raleighs „Schule des Atheismus“ interpretiert und für die Gruppe den Namen „The School of Night“ verwendet. Eine solche Interpretation wird heute aber überwiegend abgelehnt.
Zu der vermuteten „geheimen“ Vereinigung sollen Intellektuelle, ausgewählte Mitglieder des fortschrittlichen Adels und gebildeter Bürger einschließlich Mathematikern, Astronomen, Reisenden der Neuen Welt, Geographen, Philosophen, Dichtern u. a. gehört haben wie z. B. (neben Raleigh) Henry Percy („Wizard Earl“, Earl of Northumberland), Ferdinando Stanley (Lord Strange, Earl of Derby), Thomas Harriot, William Warner, Christopher Marlowe, George Chapman, Mathew Roydon, Sir George Carey u. a., die sich trafen, um über wissenschaftliche, religiöse, politische und philosophische Fragen zu diskutieren. Sie sollen sich im „Durham House“, der Londoner Residenz von Raleigh getroffen haben, die Queen Elizabeth dem Bischof von Durham enteignet hatte. Es gibt allerdings keine gesicherten Quellen, die belegen können, dass sich all diese Personen kannten. Es existieren hingegen verschiedene Quellen, bereits im Elisabethanischen Zeitalter, die über Verbindungen verschiedener dieser Personen spekulierten.
Der Mathematiker Thomas Harriot stand dagegen nachweislich in Verbindung mit Raleigh in den 1580er Jahren und wurde durch Henry Percy patroniert.

## Atheismus
Gegen Raleigh und seinen Kreis wurde von Zeitgenossen der schwerwiegende Vorwurf des Atheismus erhoben. Damals des Atheismus verdächtigt zu werden, entsprach de facto einer Anklage, die dem Hochverrat gleichzusetzen war. Da der Regent bzw. die Regentin zugleich Oberster Kirchenherr war, bedeutete Opposition gegen die Kirche gleichermaßen, sich gegen den Regent zu stellen.
Atheismus war daneben als Begriff praktisch auch gleichzusetzen mit Anarchie und wurde häufig als Anklage gegen politisch Missliebige verwandt. Richard Cholmley, ein anti-katholischer Geheimagent für den Kronrat Ihrer Majestät, belastete in einer beeideten schriftlichen Erklärung Christopher Marlowe, „the Atheist lecture to Sr. Walter Raleigh [and] others,“ gehalten zu haben, also atheistische Reden gegenüber Raleigh gehalten zu haben.
1592 hatte der im Exil lebende Jesuit Robert Parsons auf die wahrscheinlich von Lord Burghley veranlasste „Königliche Proklamation“ gegen die Jesuiten mit seiner Schrift „Responsio“ reagiert, in der er das kursierende Gerücht missbilligte, dass Raleigh Mitglied des Kronrates werden sollte und durch Vermittlung seiner „Zauberlehrlinge“ (wahrscheinlich war damit unter anderem Harriot gemeint) eine „atheistische“ Politik nach England tragen würde.